# Nederlands kampioenschap halve marathon 1998
Het Nederlands kampioenschap halve marathon 1998 vond plaats op 6 september 1998. Het was de zevende keer dat de Atletiekunie een wedstrijd organiseerde met als inzet de nationale titel op de halve marathon (21,1 km). De wedstrijd vond plaats in Heerenveen.
Nederlands kampioen halve marathon bij de mannen werd Luc Krotwaar. Krotwaar liep vrijwel vanaf de start alleen op kop en finishte in 1:13.31. Bij de vrouwen versloeg Edith Kortekaas in haar tweede wedstrijd over 21,1 kilometer verrassend Wilma van Onna en won hiermee de titel.

## Uitslagen

### Mannen
| Rang   | Atleet               | Tijd    |
| ------ | -------------------- | ------- |
| Goud   | Luc Krotwaar         | 1:03.31 |
| Zilver | Marco Gielen         | 1:04.49 |
| Brons  | Peter van der Velden | 1:05.54 |
| 4      | Peter Visser         | 1:06.17 |
| 5      | Michel de Maat       | 1:06.29 |
| 6      | Tekeye Gebrselassie  | 1:06.48 |
| 7      | Toon Heeren          | 1:07.58 |
| 8      | Robert Jongh         | 1:08.20 |
| 9      | De Bree              | 1:09.06 |
| 10     | Gerrit Kramer        | 1:09.25 |

### Vrouwen
| Rang   | Atleet              | Tijd    |
| ------ | ------------------- | ------- |
| Goud   | Edith Kortekaas     | 1:16.28 |
| Zilver | Wilma van Onna      | 1:17.24 |
| Brons  | Christine Toonstra  | 1:21.17 |
| 4      | Jacqueline Rustidge | 1:21.47 |
| 5      | Carla Ophorst       | 1:23.02 |
| 6      | Jitske Cats         | 1:27.39 |
| 7      | Lydia Klessens      | 1:29.16 |
| 8      | Saskia Meijer       | 1:32.08 |

1992 · 
1993 · 
1994 · 
1995 · 
1996 · 
1997 ·
1998 ·
1999 · 
2000 · 
2001 · 
2002 · 
2003 · 
2004 · 
2005 · 
2006 · 
2007 · 
2008 · 
2009 · 
2010 · 
2011 · 
2012 · 
2013 · 
2014 · 
2015 · 
2016 ·
2017 ·
2018 ·
2019 ·
2022 ·
2023